# Zbarazj
Zbarazh (Ukrainsk: Збараж, Polsk: Zbaraż, yiddish: זבאריזש Zbarizh) er en by i Ternopil rajon i Ternopil oblast (provins) i det vestlige Ukraine. Den ligger i den historiske region Galicien. Zbarazh er hjemsted for administrationen af bykommunen Zbarazh hromada, en af Ukraines hromadaer.Byen havde i 2021 en befolkning på omkring 13.431 mennesker.
Zbarazj er en af scenerne i Henryk Sienkiewiczs roman Med ild og sværd (1884), hvori han giver en detaljeret beskrivelse af den berømte Belejringen af Zbarazh.

## Galleri
- Rådhus
- Opstandelseskirken
- Indgangen til den gamle kirkegård i Zbarazh
- Dormitionskirken
- Zbarazh Slot (en)
- Paladsgården ved Zbarazh Slot